# Cribrilaria saldanhai
Cribrilaria saldanhai is een mosdiertjessoort uit de familie van de Cribrilinidae. De wetenschappelijke naam van de soort is, als Puellina saldanhai, voor het eerst geldig gepubliceerd in 2001 door Harmelin.